# Jarosław Strongowski
Jarosław Strongowski (ur. 2 lipca 1967 w Kartuzach) – polski żużlowiec.
Wychowanek klubu Wybrzeże Gdańsk. Licencja żużlowa zdobyta w 1986 roku (nr 995). W rozgrywkach z cyklu Drużynowych Mistrzostw Polski startował w latach 1986–1990, reprezentując klub Wybrzeże Gdańsk.

## Drużynowe Mistrzostwa Polski - Sezon Zasadniczy Najwyższej Klasy Rozgrywkowej
| Sezon | Klub            | Miejsce | Liga   | Średnia/bg | Średnia/mc | Pkt     | Bonusy | Razem   | Komplety | Biegi | Mecze |
| ----- | --------------- | ------- | ------ | ---------- | ---------- | ------- | ------ | ------- | -------- | ----- | ----- |
| 1986  | Wybrzeże Gdańsk | 7       | 1 Liga | 0,200      | 1,000      | 1 (105) | 0      | 1 (106) | 0        | 5     | 1     |
| 1987  | Wybrzeże Gdańsk | 7       | 1 Liga | 0,382 (79) | 0,917 (79) | 11 (85) | 2      | 13 (85) | 0        | 34    | 12    |
| 1988  | Wybrzeże Gdańsk | 6       | 1 Liga | 0,400      | 0,500      | 2 (102) | 0      | 2 (102) | 0        | 5     | 4     |
| 1989  | Wybrzeże Gdańsk | 9       | 1 Liga | 0,200 (76) | 0,300 (76) | 3 (97)  | 0      | 3 (99)  | 0        | 15    | 10    |

W nawiasie miejsce w danej kategorii (śr/m oraz śr/b - przy założeniu, że zawodnik odjechał minimum 50% spotkań w danym sezonie)